# Max Lamby
Max Lamby (* 7. Februar 2003) ist ein deutscher Fußballspieler.

## Karriere
Lamby begann mit dem Fußballspielen in der Jugendabteilung der TSV 1860 München bevor er 2017 in die Jugendabteilung der SpVgg Unterhaching wechselte. Nach insgesamt fünf Spielen in der B-Junioren-Bundesliga und 15 Spielen in der A-Junioren-Bundesliga, bei denen ihm insgesamt zwei Tore gelangen, wurde er im Sommer 2021 in den Kader der ersten Mannschaft in der Regionalliga Bayern aufgenommen. Im April 2022 verlängerte er seinen Vertrag bis Sommer 2024. Mit seinem Verein wurde er am Ende der Saison 2022/23 Meister und stieg in die 3. Liga auf. Dort kam er auch zu seinem ersten Einsatz im Profibereich, als er am 4. Oktober 2023, dem 9. Spieltag, beim 4:0-Heimsieg gegen Rot-Weiss Essen in der 90. Spielminute für Mathias Fetsch eingewechselt wurde.

## Erfolge
- Meister der Regionalliga Bayern und Aufstieg in die 3. Liga: 2023